# Citricultura no Brasil
A citricultura no Brasil refere-se à produção de frutas do tipo citrus (ou ainda citros ou frutas cítricas) no Brasil, integrando, principalmente, a laranja, o limão, a tangerina e a lima.
Segundo a Embrapa, "o Brasil é o primeiro produtor mundial de citros com uma produção de 19,6 milhões de toneladas/ano numa área cultivada de 883 mil hectares, em 2008" e, de acordo com o site G1 em setembro de 2017, "a citricultura brasileira é a maior do mundo e o citros foi a cadeia do agro que mais empregou em SP em 2016".
A principal região produtora de citros no Brasil é o cinturão citrícola de São Paulo e Triângulo/Sudoeste de Minas Gerais.

## Evolução histórica
O desenvolvimento da citricultura no Brasil acompanhou o crescimento do próprio país, partindo de uma cultura tradicional de subsistência até chegar ao patamar atual de uma potência mundial, cuja trajetória foi marcada por vários momentos decisivos.
Os primeiros navegadores portugueses que introduziram as primeiras laranjeiras no Brasil por volta de 1530, inicialmente na cidade de Salvador mas logo permeando pomares privados pelo litoral paulista. Inicialmente, o maior interesse nestas frutas era para consumo por colonos e navegantes para prevenir o surgimento de escorbuto (uma forma de avitaminose grave), mas logo as condições ecológicas de algumas áreas mostraram-se favoráveis para a expansão gradual da cultura. De acordo com o professor da USP-Ribeirão Preto Marcos Fava Neves, "introduzida no Brasil logo no início da colonização, a laranja encontrou no país melhores condições para vegetar e produzir do que nas próprias regiões de origem, expandindo-se por todo o território nacional.
Durante séculos, a citricultura limitou-se a uma cultura local dentro de pomares diversificados dentro de sítios e de fazendas, sem atrair grande interesse do mercado local. Uma primeira plantação comercial foi registrada onde hoje é Santos, SP, entre 1542 e 1546. Os primeiros pés de laranja chegaram ao planalto paulista em 1781, trazidas pelo fransciscano João das Mercês, na localidade que eventualmente deu o nome à cidade de Limeira, por terem sido pés de laranja-lima. O interesse comercial era apenas local, de forma que as primeiras grandes plantações comerciais surgiram apenas no final do século XIX e no início do século XX, especialmente em algumas regiões interiorinas do atual estado de São Paulo. A maior expansão comercial da citricultura brasileira aconteceu, de fato, a partir do final da década de 1950. Até então, quase toda a produção nacional era voltada para o consumo de frutas in natura. Dois eventos parecem ter sido cruciais para um grande salto no mercado de citros no país: (i) a grande Geada na Flórida de 1962 que devastou os pomares nos Estados Unidos, que à época era o maior mercado produtor de citros do mundo. A indústria norte-americana de suco de laranja precisou recorrer a uma nova fonte de matéria-prima, donde o Brasil surgiu como a alternativa mais direta. (ii) Maciços investimentos em processamento foram feitos para atingir a crescente demanda externa, quando as primeiras indústrias de processamento de suco de laranja foram instaladas em São Paulo. Estas criaram a infraestrutura capaz de transformar a laranja em um produto industrial de alto valor agregado: o suco concentrado e congelado (FCOJ).
Eventualmente, desde os anos 80 o Brasil se consolidou como líder mundial na produção de laranjas e, principalmente, como o maior exportador mundial de suco de laranja. O estado de São Paulo permanece até hoje como o principal polo citrícola, por concentrar a maior parte dos pomares e das indústrias de processamento. Atualmente, o Brasil exporta a maior parte de seu suco de laranja, principalmente para a União Europeia, Estados Unidos e Japão. A citricultura é um dos grandes pilares da economia agrícola brasileira, gerando milhares de empregos e de divisas, e mantém-se na vanguarda da pesquisa e da inovação no setor.

Segundo Neves "no Brasil, em 2010, são quase 165 milhões de árvores produzindo e na Flórida, 60 milhões. A densidade de árvores por hectare aumentou bastante. Era de 250 árvores/hectare em 1980, 357 árvores em 1990, 476 árvores em 2000 e atualmente existem pomares com quase 850 árvores por hectare. Hoje estão disponíveis mudas melhores, vindas de viveiros telados e praticamente 130 mil hectares já são irrigados. Cerca de 11.000 produtores com menos de 20 mil árvores (87% do total) detêm 21% das árvores existentes no cinturão citrícola. Outras 32% das árvores estão nas mãos de 1.500 produtores que tem entre 20 mil a 199 mil plantas. 120 produtores têm mais de 200 mil plantas e já representam 47% das árvores".

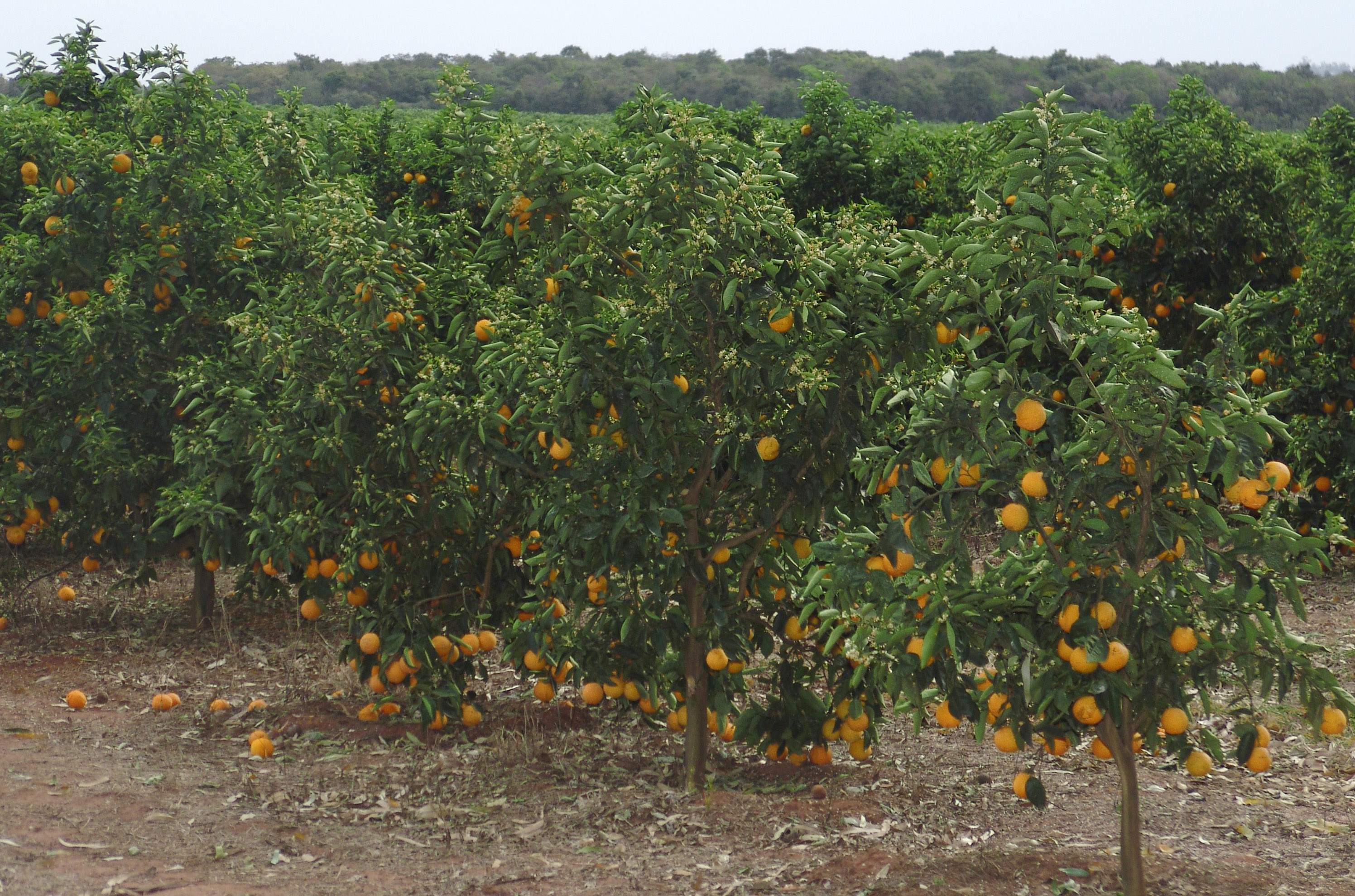
Laranjal, em Avaré, SP.

## Produção de laranja
Segundo o site G1 em 2017, "ainda na década de 1980, o Brasil superou os Estados Unidos e se tornou o maior produtor de laranja do mundo. O posto é mantido até hoje: a safra brasileira em 2016/2017 foi de 245 milhões de caixas, contra 67 milhões de caixas dos Estados Unidos." De acordo com a matéria também, "o Brasil é responsável ainda por produzir 61% de todo o suco de laranja consumido no planeta".
Já no ano de 2004, o Brasil produziu dezoito milhões e trezentas mil toneladas em laranja, o que equivalia a 45% do total em frutas colhido naquele ano, o que tornou a fruta o principal cultivo do setor frutícola no país, enquanto que entre 2015/16, segundo a CitrusBr, "a safra foi finalizada em 300.650.000 caixas de 40,8 quilos em todo o cinturão citrícola.
A principal região produtora de laranja no Brasil é o cinturão citrícola, composto por 349 municípios, sendo que o estado de São Paulo responde, sozinho, por um total de 79% da produção de laranja no país.
A CNA (Confederação da Agricultura e Pecuária do Brasil) reportou em março de 2020 que, em 2019, a quantidade produzida de laranja cresceu 5,62%.
As variedade mais produzidas no Brasil são: valência, valência-folha-murcha, pera-rio, hamlim, westin e rubi.
| Evolução da produção de laranja no Brasil (Fonte: Neves; Marcos Fava, Tabela 09) | Evolução da produção de laranja no Brasil (Fonte: Neves; Marcos Fava, Tabela 09) |
| Ano                                                                              | Toneladas                                                                        |
| -------------------------------------------------------------------------------- | -------------------------------------------------------------------------------- |
| 1970/71                                                                          | 43.480                                                                           |
| 1980/81                                                                          | 219.020                                                                          |
| 1990/91                                                                          | 302.990                                                                          |
| 2000/01                                                                          | 407.562                                                                          |
| 2008/09                                                                          | 427.010                                                                          |

## Produção de limão
Segundo a Embrapa, no Brasil foram produzidas 1.481.322 toneladas de limão em 2018, sendo que a produção no estado de São Paulo corresponde a 79% do total.
As variedades mais produzidas no país são a tahiti e a siciliano e, junto com o México, o Brasil é o maior produtor da variedade tahiti no mundo.
| Maiores produtores de limão em 2018 (Fonte: Embrapa) | Maiores produtores de limão em 2018 (Fonte: Embrapa) |
| Estado                                               | Produção (tonelada)                                  |
| ---------------------------------------------------- | ---------------------------------------------------- |
| São Paulo                                            | 1.171.745                                            |
| Minas Gerais                                         | 72.412                                               |
| Bahia                                                | 65.089                                               |
| Pará                                                 | 39.120                                               |
| Rio de Janeiro                                       | 20.645                                               |

## Produção de tangerina

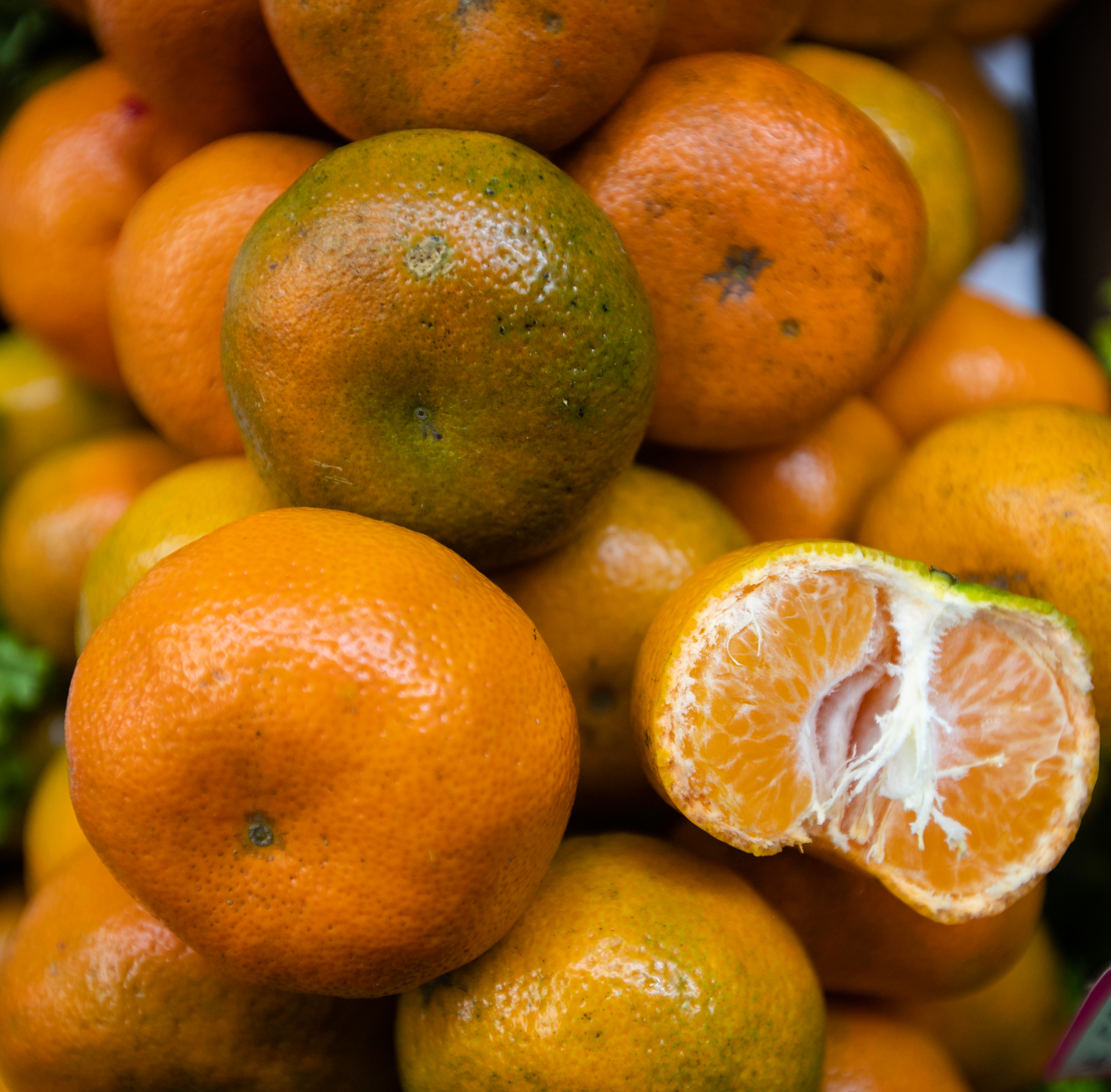
Tangerina (bergamota)

Conhecida como bergamota no Rio Grande do Sul e como tangerina ou mesmo mexerica em outros estados do Brasil, segundo a Embrapa a área colhida desta fruta cítrica passou de 26.312 hectares em 1970 para 48.999 em 2015.
A variedade mais produzida no Brasil é a ponkan.
| Maiores produtores de tangerina em 2018 (Fonte: Embrapa) | Maiores produtores de tangerina em 2018 (Fonte: Embrapa) |
| Estado                                                   | Produção (tonelada)                                      |
| -------------------------------------------------------- | -------------------------------------------------------- |
| São Paulo                                                | 384.714                                                  |
| Minas Gerais                                             | 203.737                                                  |
| Rio Grande do Sul                                        | 144.233                                                  |
| Paraná                                                   | 137.663                                                  |
| Rio de Janeiro                                           | 32.348                                                   |

## Consumo interno
Laranja: de acordo com a  CitrusBr, entre 2015/16 era "possível mensurar o mercado interno da fruta in natura ao redor de 39.064.000 caixas de 40,8 quilos". Quanto ao consumo de suco, segundo José Roberto Mendonça de Barros (p. 48 e 49) o consumo médio no Brasil por ano é de apenas 0,5 litro por habitante, o que é considerado um "baixo consumo per capita".
Limão: o consumo brasileiro de limão é de 0,549 kg/ano de acordo com o IBGE.
Tangerina: segundo o Incaper, no Brasil o consumo médio familiar de tangerina Ponkan passou de 1,17 para 1,18 kg per capita por ano entre 2002 e 2008, sendo que as maiores regiões consumidoras são a Sul (2,54kg) e Sudeste (1,38kg).

## Exportação
Segundo Neves (p. 17), "em 2009, as exportações do complexo citrícola totalizaram 2,15 milhões de toneladas de produtos e US$ 1,84 bilhão em receita, representando cerca de 3% das exportações do agronegócio.
Já o G1 reportou em janeiro de 2019 que só as exportações de limão chegavam ao valor de US$ 800 milhões por ano e, de acordo com Paulo Lipp João (p. 03), o Brasil ocupa o 5º lugar entre os maiores exportadores de limão.
| Volumes exportados (Fonte: Neves; Marcos Fava, p. 19) | Volumes exportados (Fonte: Neves; Marcos Fava, p. 19) | Volumes exportados (Fonte: Neves; Marcos Fava, p. 19) | Volumes exportados (Fonte: Neves; Marcos Fava, p. 19) |
| Ano                                                   | Laranja in natura (caixas)                            | Óleo essencial de laranja (toneladas)                 | Dlimoneno e terpenos cítricos (toneladas )            |
| ----------------------------------------------------- | ----------------------------------------------------- | ----------------------------------------------------- | ----------------------------------------------------- |
| 2000                                                  | 1.846.685                                             | 17.564                                                | 38.728                                                |
| 2005                                                  | 751.326                                               | 31.690                                                | 35.379                                                |
| 2009                                                  | 641.795                                               | 28.408                                                | 35.926                                                |

| Volumes exportados (Fonte: João, Paulo Lipp) | Volumes exportados (Fonte: João, Paulo Lipp) |
| Ano                                          | Limão (tipo tahiti/toneladas)                |
| -------------------------------------------- | -------------------------------------------- |
| 2015                                         | 96.631                                       |
| 2016                                         | 95.747                                       |
| 2017                                         | 92.392                                       |

Quanto à tangerina, segundo o Sebrae, "menos de 1% da safra nacional é exportada".

## Doenças e Pragas
A citricultura no país surgiu pela introdução das primeiras laranjas no país por colonos à época da colonização, logo trazendo sementes da Europa, que não devem ter introduzido as pragas. Os primeiros relatos registrados de ataques de pragas às plantas de citros no país datam de 1581, sobre formigas (certamente cortadeiras saúvas ou quenquéns ) atacando os pés de laranja e de cidras, na Bahia. Suspeita-se de que queixas oriundas do século XIX sobre a persistência da doença fumagina nos pomares de citros da região fluminense na verdade fossem consequência dos ataques por uma cochonilha conhecida por ortézia ou também conhecida por piolho-branco-da-laranjeira, a Orthezia praelonga, nativa do Brasil, e que até hoje configura uma das principais pragas dos citros no país. Estes insetos sugadores de seiva secretam uma substância açucarada sobre a planta, que ocasiona o crescimento do fungo Capinodium citri, cujo bolor leva o nome de fumagina por se parecer com fuligem. Foi por volta de 1931 que ficaram registradas as primeiras preocupações com a aparência de frutos de citros que buscam o "padrão exportação", onde preconizava-se o momento correto de pulverizar as plantas contra o ácaro-da-falsa-ferrugem Phyllocoptruta oleivora e os tripes Frankliniella insularis, sendo eventualmente mencionados coccídeos. Desde meados do século XX, vem-se comentando sobre a importância  das pragas citrícolas ácaro-da-leprose Brevipalpus phoenicis e, em seguida o psilídeo Diaphorina citri vetor do huanglonbing (também conhecida por greening dos citros).
Um evento particularmente relevante de ser enfatizado foi o aparecimento da doença Tristeza do citros, por volta de 1937 no país, mas que foi diagnosticada como uma doença virótica somente por volta de 1947, depois de ter dizimado cerca de 80% das laranjeiras no país. O vírus da Tristeza do citrus é transmitido pelo pulgão-preto, Toxoptera citricida. Nos anos 70, foi reportado o aumento dos problemas relacionados com a mosca-branca-dos-citros Aleurothrixus floccosus, que estava se expandido a partir de Limeira, SP.

Até cerca de 1987, as maiores ameaças à cultura de citros no Brasil eram diferentes ácaros, de forma que geralmente eram aplicados acaricidas nas lavouras. No entanto, a partir dessa data, a bactéria do xilema Xylella fastidiosa, passou a causar a grave doença clorose variegada dos citros (CVC), sendo transmitidas por cigarrinhas, sendo as espécies mais importantes Acrogonia citrina, Oncometopia facialis e Dilobopterus costalimai, da família Cicadellidae (ordem de insetos Hemiptera). Logo em seguida, deu-se no Brasil a chegada da doença do greening do citrus, de forma que intensificou-se o combate aos diferentes tipos de cigarrinhas. Em 1996, em Iracemápolis, SP, foi registrado o início dos problema com a larva-minadora-dos-citros Phyllocnistis citrella, que, além de causar por si só grandes danos econômicos por afetar a produtividade dos pomares, esse inseto facilita a infecção por pela bactéria Xanthomonas axonopodis pv. citri, causadora do cancro cítrico que atinge as plantas já jovens.